# Erioptera griseipennis
Erioptera griseipennis là một loài ruồi trong họ Limoniidae. Chúng phân bố ở miền Cổ bắc.